# Margerida
La Margeride (en occità Marjarida) és un Parçan o comarca d'Occitània, que pertany a la regió històrica del Gavaldà, que és part del Llenguadoc. La seva vila principal és Mende.
Es tracta d'un massís muntanyós, situat al Massís Central. També és considerada una regió natural de França.
Segons la proposta de divisió territorial d'Occitània del diari Jornalet, basada en l'obra de Frederic Zégierman Le Guide des pays de France, la Margeride  estaria ubicada a la regió del Llenguadoc, subregió del Gavaldà.
Administrativament, els municipis de Margerida es troben repartits administrativament entre els departaments de la Losera (nord-est), el Cantal (sud-est) i l'Alt Loira (sud-oest).

## Geografia

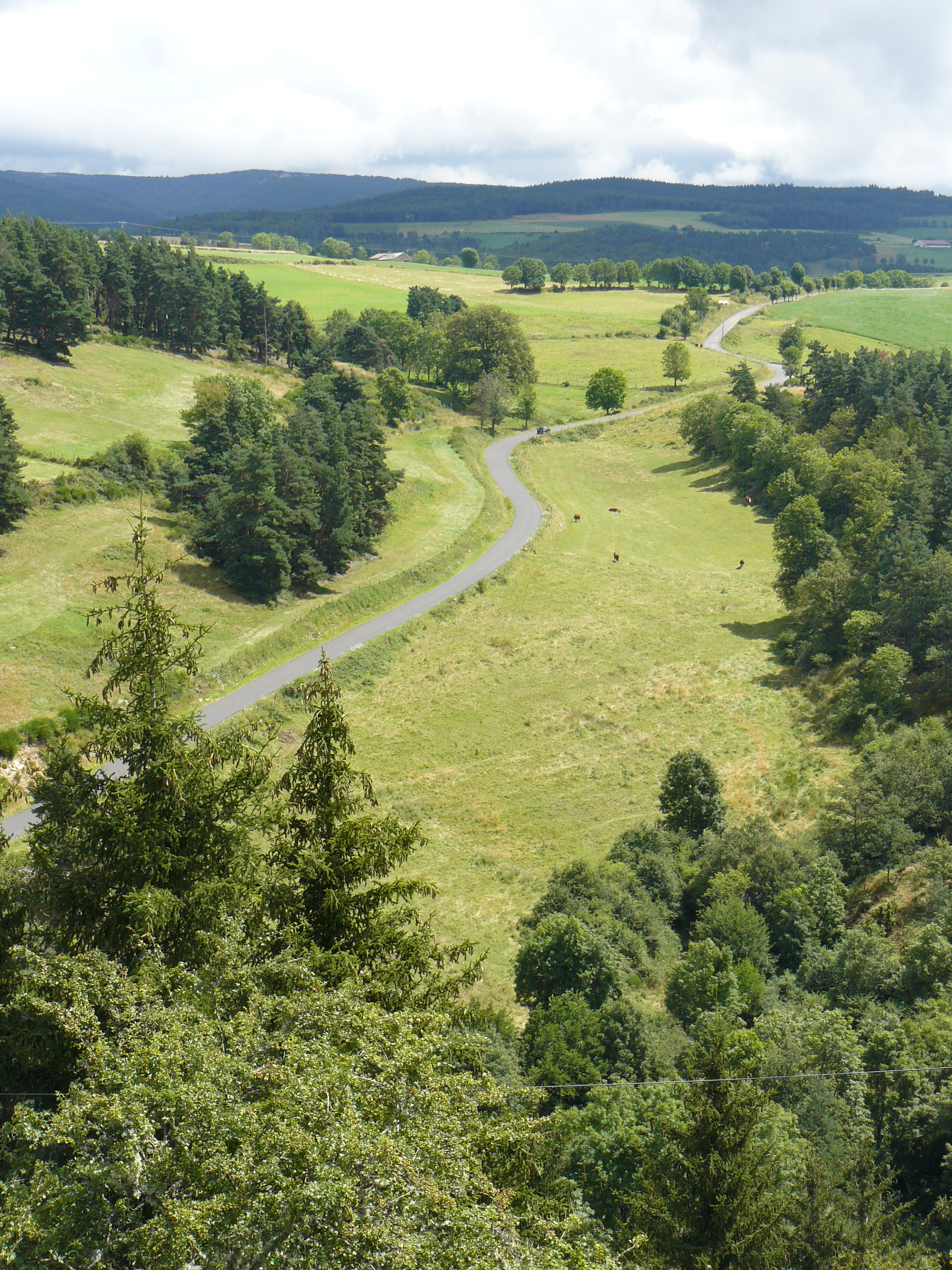
Vista des de Ruynes-en-Margeride

### Situació
El límit occidental amb els Monts del Cantal i de l'Aubrac pot ser situat a la Truyère. El límit oriental es troba a les gorges del riu Allier i el Massís del Devès. Al sud és el riu Lot el que separa la Margeride del Mont Lozère (Cévennes), al costat de la regió de les Grands Causses.

### Ciutats i pobles principals de la Marjarida
| Cantal                                                                                                   | Alt Loira                          | Losera | Ciutats situades al costat del massís                                                                                                  |
| --- | ---------------------------------- | --- | --- |
| - La Chapèla e Vernairòlas - Lastic - Lobaressa - Montchamp - Ruenas - Sant Poncin - Vedrinas e Sant Lop | - Ali - Croissança - Pinòus - Saug | - Aurós - Cerveiretas - Chastèlnòu de Randon - Grand-rieu - Jàvols - Lo Malasiu - Pèiraficha - Rieutòrt de Randon - Sant Amanç - Sench Ale dels Archièrs - Sench Aubanh - Sent Daunís de Marjarida - Senta Aulàsia | - Autmont d'Aubrac - Banhòu - Lo Blumar - Briude - Lanjac - Langònha - Maruèjols - Maciac - Mende - Puèglaurenç - Sant Flor - Vilafòrt |

### Geologia i geomorfologia
Aquestes muntanyes formen part d'un massís granític dels més importants d'Europa en superfície, que comprèn a més de la Margeride, gran part de l'Aubrac, fins a l'altiplà de Viadène. Constitueix un testimoni de l'antiga serralada Hercinià, que travessava antigament Europa.

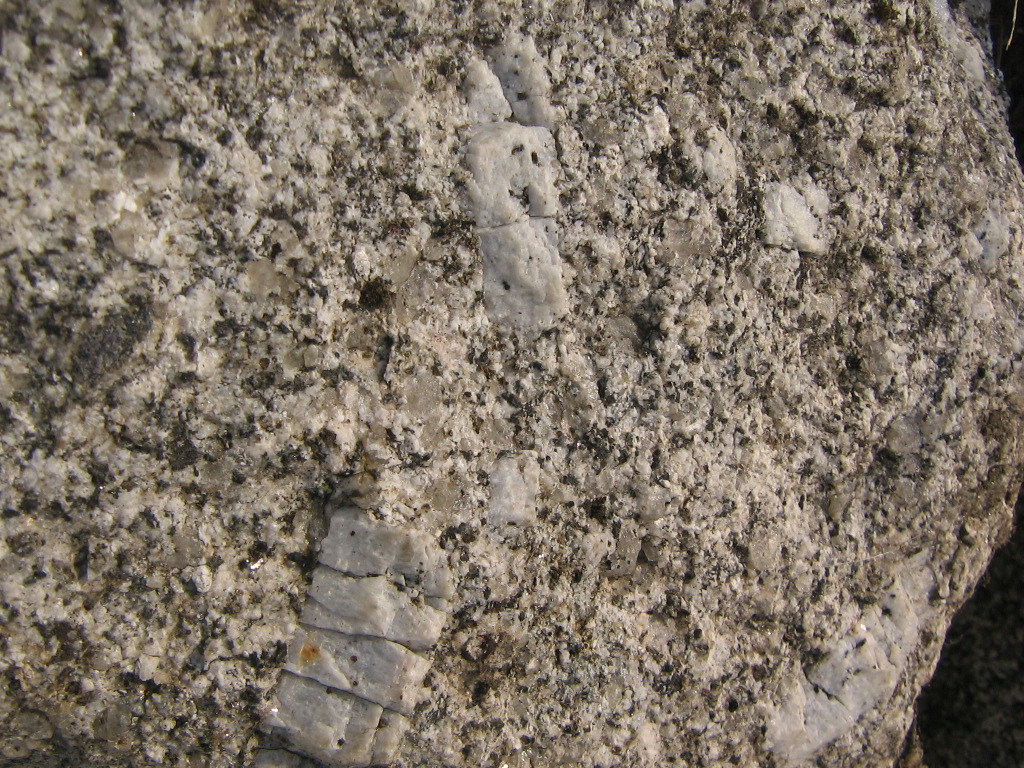
Granit de la Margeride amb cristalls de feldespat

La roca que predomina a la Margeride és el granit amb grans de feldespat potàssic. Aquests cristalls de feldespat poden arribar als 10 cm de llarg, d'aquí que es parli de granit amb dents de cavall. També s'hi pot trobar un segon tipus de granit amb dos tipus de mica, la biotita i la moscovita, rica en turmalina a la regió de Saint-Chély-d'Apcher, d'Aumont-Aubrac i de Grandrieu). També es pot trobar puntualment altres roques en filons.
La presència del granit es nota amb el paisatge amb la formació de caos, com a Rimeize per exemple) o altres aflorament granítics gastats per l'erosió, de la mateixa manera que es troba a alters parts d'euorpa com els Sudets, Harz o Dartmoor.

### Cims principals
El cim més alt és el truc de Fortunio de 1551 metres sobre el nivell del mar.
Altres cims
- Signal de Randon 1551
- Moure de la Gardille 1503, (fonts del riu Allier)
- Roc de Fenestre 1488
- Mont Chauvet 1486
- Mont Mouchet 1465
- Serre Haut 1431
- Montgrand 1417
- Truc de Randon 1401
- Montagne de Meyronne 1339

### Hidrografia
La línia que separa les conques de la Garona i del riu Loira travessa la Margeride. Els afluents del riu Allier i de l'Alagnon pertanyen a la conca del Loira, mentre que els afluents de la Truyère i del Lot formen part de la conca de la Garona.

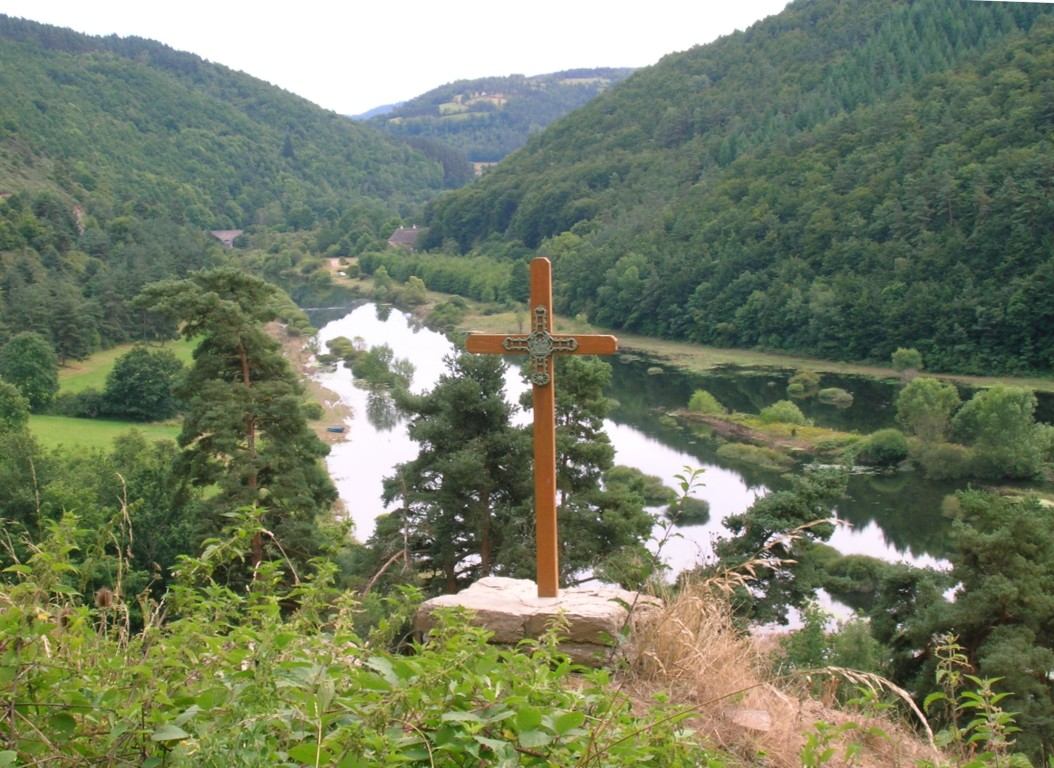
La Truyère vista des de Chaliers

| Afluents de l'Alagnon        | Afluents de l'Allier | Truyère i afluents                                                                                   | Affluents del Òlt                                        |
| - L'Alagnonnette - L'Arcueil | - Ance du Sud - Céroux - Chapeauroux - Cronce - Desges - Gourgueyre - Grandrieu - Panis - Ramade - Seuge - Pontajou - Virlange | - Truyère - Chapouillet - Limagnole - Guitard - Mézère - Ribeyre - Roche - Mongon - Ander - Viadeyre | - Bouisset - Esclancide - Colagne - Jourdane - Coulagnet |

### Clima
El clima és fred, però relativament sec. Els monts del Cantal i de l'Aubrac frenen les precipitacions que venen de l'oest i permeten a la Margeride de gaudir d'una posició reparada. A l'hivern les temperatures s'assemblen a les del Massís del Jura, certament que han arribat a -30 °C a l'hivern de 2006 a Saugues que només està a 900 m sobre el nivell del mar. El sud del massís rep les pluges que venen de la Mediterrània, sobretot les tempestes de les Cévennes. A l'hivern les nevades són freqüents i quantioses, però inferiors a les que es poden recollir a les Cévennes.

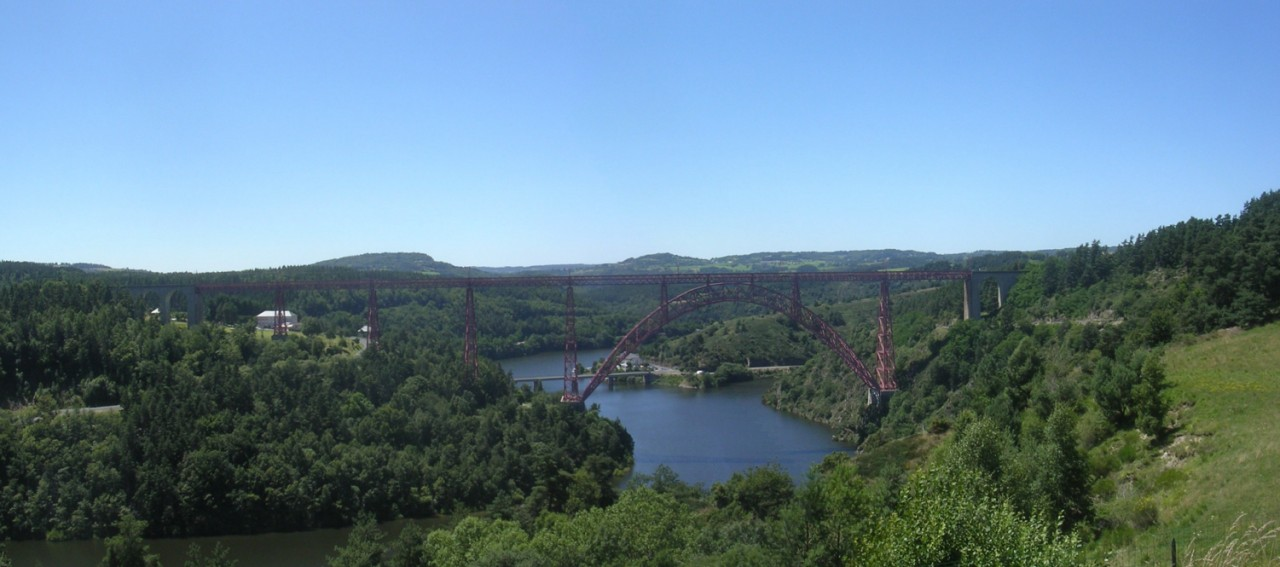
La Truyère i el Viaducte de Garabit

### Fauna i flora
La vegetació es compon, d'una part, per boscos de pins silvestres i de faigs, en els llocs més humits, així com plantacions artificials de coníferes. També hi ha prats i matolls. També es poden trobar plantes més estranyes com el bedoll nan o el saule dels lapons, un dels més interessants es troba a Lajo, prop de Saint-Alban-sur-Limagnole.

## Història

### Toponímia
En origen, el nom de "Margeride" s'aplicava únicament a una senyoria feudal i a un bosc situat a 1380 m d'altitud. L'indret estava situat a prop de Védrines-Saint-Loup, a la carretera que porta de Langeac a Saint-Flour. Una propietat de 800 hectàrees que tenia una fàbrica de vidre al segle xviii i que rebia el mateix nom, a poc a poc, les muntanyes dels voltants van rebre el mateix nom. Va ser l'Office national des forêts qui va fer oficial el nom al segle xix i el va atribuir a la part de la Losera del massís. Els geògrafs van estendre el nom a tot l'altiplà granític durant el segle xx.

### La tradició agrícola
Al segle xvi a la Margerida hi havia un sistema agropastoril comparable al de Saint-Flour. Es basava en l'ús d'extensos terrenys de recorregut per als ramats, amb una agricultura cerealística al voltant dels pobles. La cria ovina tenia molta importància, ja que ajudava al compostatge de les terres i els ramats es donaven a pastors professionals que cada dia els engegava.
Aquest sistema necessitava un sistema de tipus comunitari per assegurar uns ingressos mínims per als habitants i no permetia cap tipus d'estalvi ni luxe. Les dades permeten veure com era una economia de subsistència